# Jürgen Wagner
Jürgen Wagner (Straatsburg, 9 september 1901 - Belgrado, 27 juni 1947) was een Duitse officier en SS-Brigadeführer (brigadegeneraal) en Generalmajor in de Waffen-SS tijdens de Tweede Wereldoorlog. 

## Leven
Op 9 september 1901 werd Wagner geboren in Straatsburg. Hij was de zoon van de General der Infanterie Ernst Wagner (geboren 16 juni 1854 - 28 december 1923 Münster) en zijn vrouw Paula geboortenaam Sauvin. Zijn jongere broer was de Generalleutnant (Luftwaffe) Kurt Wagner (geboren 4 november 1891 in Trier - 19 november 1966 overleden in Bremen).
In 1931 sloot Jürgen Wagner zich aan bij de SS. Wanneer de Tweede Wereldoorlog uitbreekt is hij officier in de staf van SS-Standarte Deutschland. Hij was commandant van het SS-Panzergrenadier-Regiment 9 "Germania" van 5. SS-Panzer-Division Wiking, waarmee hij in Joegoslavië en Rusland vocht. Op 24 juli 1943 werd hij met het Ridderkruis van het IJzeren Kruis onderscheiden.
In oktober 1943 werd hij commandant van het 4. SS-Freiwilligen-Panzergrenadierbrigade ‘Nederland’, dat later omgedoopt werd in 23. SS-Freiwilligen-Panzergrenadier-Division "Nederland".
Tijdens de Slag om Narva was hij commandant van de Brigade Nederland.
Op 19 april 1944 werd Wagner tot SS-Brigadeführer en Generalmajor der Waffen-SS bevorderd en was hij commandant van de 4. SS-Polizei-Panzergrenadier-Division. Na de oorlog werd Wagner door de Amerikanen aan Joegoslavië uitgeleverd en hij werd in juni of augustus 1947 terechtgesteld voor gepleegde oorlogsmisdaden binnen zijn bevelsbereik in 1941.

## Familie[4]
Op 21 maart 1934 trouwde Wagner met Martha Bendix (geboren 19 september 1902 in Quedlinburg). Het echtpaar kreeg een dochter.

## Carrière
Wagner bekleedde verschillende rangen in zowel de Allgemeine-SS als Waffen-SS. De volgende tabel laat zien dat de bevorderingen niet synchroon liepen.
| Datum                                       | Reichswehr                 | Allgemeine-SS          | Waffen-SS                           |
| ------------------------------------------- | -------------------------- | ---------------------- | ----------------------------------- |
| 26 maart 1921                               | Fahnenjunker               | —                      | —                                   |
| 11 november 1925                            | Fahnenjunker-Unteroffizier | —                      | —                                   |
| 15 juni 1931                                | —                          | SS-Anwärter            | —                                   |
| 20 februari 1932                            | —                          | SS-Mann                | —                                   |
| 15 maart 1932                               | —                          | SS-Scharführer         | —                                   |
| 2 april 1932                                | —                          | SS-Truppführer         | —                                   |
| 20 april 1933                               | —                          | SS-Sturmführer         | —                                   |
| 1 oktober 1933                              | —                          | SS-Sturmbannführer     | —                                   |
| 4 juli 1934                                 | —                          | SS-Obersturmbannführer | —                                   |
| 1 september 1941                            | —                          | —                      | SS-Standartenführer in de Waffen-SS |
| 9 november 1942                             | —                          | —                      | SS-Oberführer in de Waffen-SS       |
| 8 april 1944 (met ingang van 20 april 1944) | —                          | SS-Brigadeführer       | Generalmajor in de Waffen-SS        |
| 20 april 1945 (onbevestigd)                 | —                          | SS-Gruppenführer       | Generalleutnant in de Waffen-SS     |

## Lidmaatschapsnummer
- NSDAP-nr. 707279 (lid 1 november 1931[6][4])
- SS-nr.: 23692 (lid 15 juni 1931[6][4])

## Decoraties
Selectie:
- Ridderkruis van het IJzeren Kruis (nr. 1896) op 24 juli 1943 als SS-Oberführer en Commandant van het SS-Panzergrenadier-Regiment 9 "Germania" / SS-Panzer-Grenadier-Division „Wiking“ / 1.Panzer-Armee / Heeresgruppe Süd[11][12][19][20][21][22][17][16][23]
- Ridderkruis van het IJzeren Kruis met Eikenloof (nr.680) op 11 december 1944 als SS-Brigadeführer en Generalmajor in de Waffen-SS en Commandant van het 4.SS-Freiwilligen Panzergrenadier-Brigade "Nederland" / III.(germanische) Panzer-Korps / Heeresgruppe Nord[11][12][19][22][24][17][16][23]
- IJzeren Kruis 1939, 1e Klasse (1 juli 1940[11][12][19][25][16]) en 2e Klasse (16 mei 1940[17][11][12][19][25][16])
- Duitse Kruis in goud (verlening 248/8) op 8 december 1942 als SS-Standartenführer in het SS-Infanterie-Regiment "Germania"[19][26][17][16]
- Orde van Verdienste (Hongarije)
  - Officier[11][16]
  - Ridderkruis met Zwaarden[11] en Oorlogsdecoratie[16]
- Gewondeninsigne 1939 in zwart[17] op 22 november 1941[11][16]

- Virtual International Authority File: 3227154260428024480005